# Ford model A (1903)
Původní Ford model A byl prvním automobilem vyráběným společností Ford Motor Company, výroba začala v roce 1903. Prvním majitelem se 23. července 1903 stal Dr. Ernst Pfenning z Chicaga. Mezi lety 1903 a 1904 bylo vyrobeno 1750 automobilů Ford model A. Model A byl v roce 1904 ve výrobě nahrazen modelem C, s nímž se krátký čas prodával souběžně.
Automobil byl dvousedadlový runabout nebo čtyřsedadlový model, na přání se střechou. Měl vodorovně uložený plochý dvouválcový motor (boxer) o výkonu 8 koňských sil (6 kW) umístěný uprostřed vozu a třírychlostní planetovou převodovku, která byla později montována i do vozů modelu T. Automobil vážil 562 kg a mohl dosáhnout nejvyšší rychlosti až 72 km/h. Rozvor byl 1,8 m a cena tehdy činila 750 dolarů. Na přání bylo možno vůz dovybavit zadním prostorem pro dva cestující (u dvousedadlového vozu), zadními dveřmi (za 100 dolarů) a gumovou střechou (za 30 dolarů) nebo střechou koženou (za 50 dolarů).
Společnost utratila téměř celý svůj počáteční finanční kapitál (28 000 dolarů, na kontě v bance zbylo pouze 223 dolarů a 65 centů), než byl prodán první vůz. Úspěch tohoto auta vytvářel první zisk pro Ford Motor Company, první úspěšný podnik Henryho Forda.
Ačkoli Ford inzeroval model A jako "nejspolehlivější stroj na světě", trpěl také dětskými nemocemi tehdejších automobilů - přehříval se a prokluzoval mu převodový řemen. Model A se vyráběl pouze v červené barvě, některé vozy byly později přelakovány.

## Model AC
Některé modely A byly vybaveny větším, silnějším motorem z modelu C a byly prodávány jako Model AC.